# Friso Wielenga
Johan Willem Friso Wielenga (Rotterdam, 8 april 1956) is een Nederlandse historicus.

## Levensloop
Friso Wielenga studeerde van 1975 tot 1978 geschiedenis en politiek aan de Vrije Universiteit Amsterdam en in 1982/1983 aan de Universiteit van Bonn met een DAAD-beurs. In 1989 promoveerde hij. Daarna doceerde hij internationale betrekkingen aan de Rijksuniversiteit Groningen en vanaf 1990 politieke geschiedenis aan de Universiteit Utrecht. In 1992 werd hij universitair hoofddocent hedendaagse Duitse geschiedenis en Nederlands-Duitse betrekkingen aan de Rijksuniversiteit Groningen en in 1997 universitair hoofddocent hedendaagse Duitse geschiedenis aan de Universiteit Utrecht.
Friso Wielenga was tussen 1999 en 2021 directeur van het Haus der Niederlande aan de Westfaalse Wilhelms-Universiteit in Münster. Hij werkt als journalist voor de Volkskrant en NRC Handelsblad. Van 2001 tot 2005 was hij de vertegenwoordiger van de deelstaat Noordrijn-Westfalen voor het bevorderen van de betrekkingen tussen de universiteiten in de staat en de universiteiten in de Benelux-landen.
In 2015 werd hij opgenomen in de Orde van Verdienste van de Bondsrepubliek Duitsland voor zijn verdiensten voor de Duits-Nederlandse betrekkingen.

## Werken
- West-Duitsland. Partner uit noodzaak. Nederland en de Bondsrepubliek 1949–1955. Het Spectrum, Utrecht 1989, ISBN 90-274-2187-0.
- Schaduwen van de Duitse geschiedenis. De omgang met het nazi- en DDR-verleden in de Bondsrepubliek Duitsland. Boom, Amsterdam 1993, ISBN 90-5352-109-7.
- Van vijand tot bondgenoot. Nederland en Duitsland sinds 1945. Agenda, Münster 2000, ISBN 3-89688-072-1.
- Nederland in de twintigste eeuw. Boom, Amsterdam 2009, ISBN 978-90-850-6714-6.
- Geschiedenis van Nederland, Van opstand tot heden, Boom, Amsterdam 2022 ISBN 9789024452811.
- Op zoek naar stabiliteit, Boom, Amsterdam 2022 ISBN 9789024443888.